# Comuna de Czorsztyn
Czorsztyn (polaco: Gmina Czorsztyn) é uma gminy (comuna) na Polónia, na voivodia de Pequena Polónia e no condado de Nowotarski. A sede do condado é a cidade de Maniowy.
De acordo com os censos de 2004, a comuna tem 7143 habitantes, com uma densidade 115,7 hab/km².

## Área
Estende-se por uma área de 61,72 km², incluindo:
- área agricola: 47%
- área florestal: 46%

## Demografia
Dados de 30 de Junho 2004:
|                      | Total   | Total | Mulheres | Mulheres | Homens  | Homens |
| -------------------- | ------- | ----- | -------- | -------- | ------- | ------ |
|                      | pessoas | %     | pessoas  | %        | pessoas | %      |
| População            | 7143    | 100   | 3639     | 50,9     | 3504    | 49,1   |
| Densidade (pop./km²) | 115,7   | 100   | 59       | 59       | 56,8    | 56,8   |

De acordo com dados de 2002, o rendimento médio per capita ascendia a 1326,87 zł.

## Comunas vizinhas
- Krościenko nad Dunajcem, Łapsze Niżne, Nowy Targ, Comuna de Ochotnica Dolna.